# Quoltitz

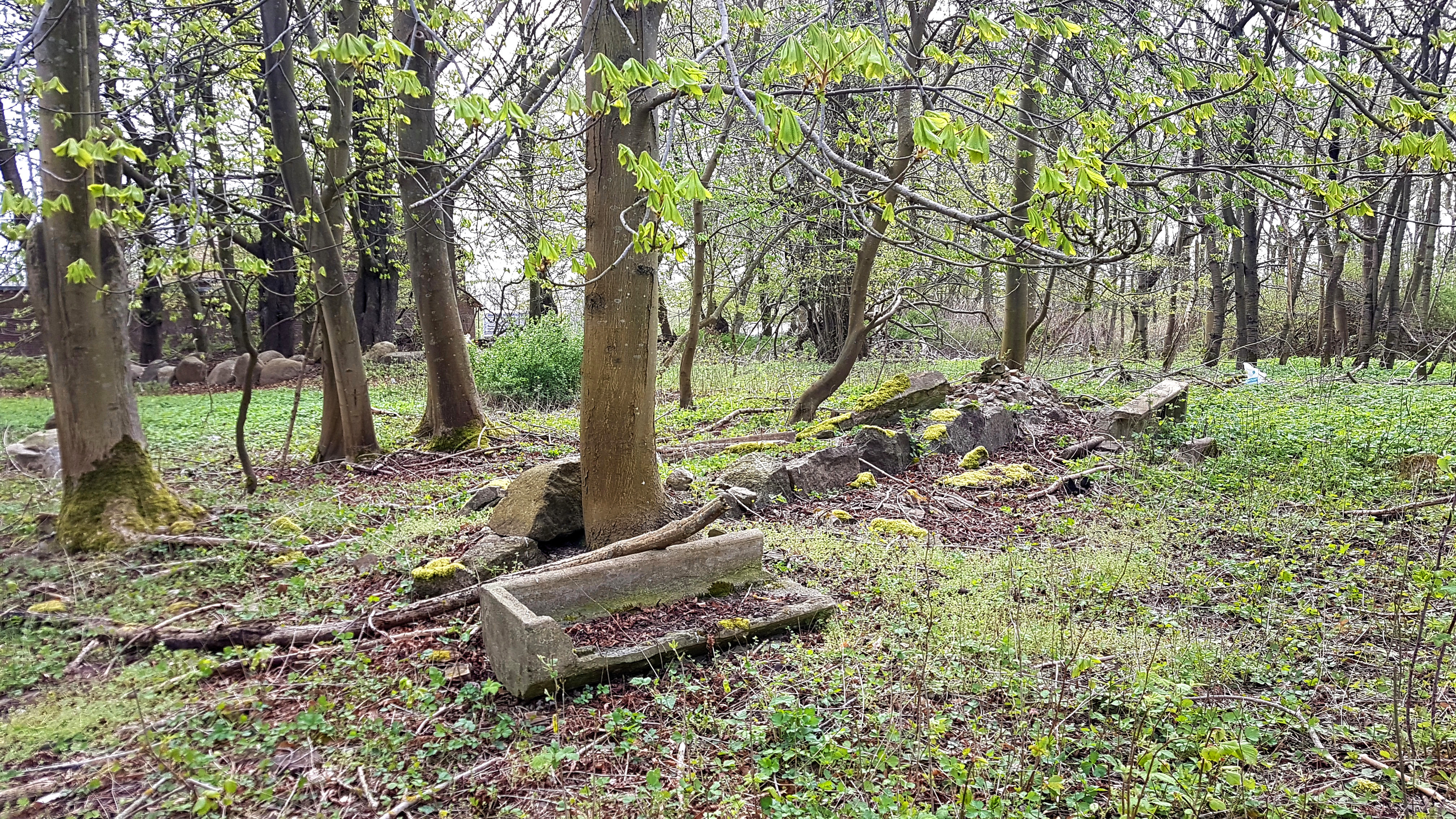
Die letzten Spuren von Gutshof und Siedlung Quoltitz

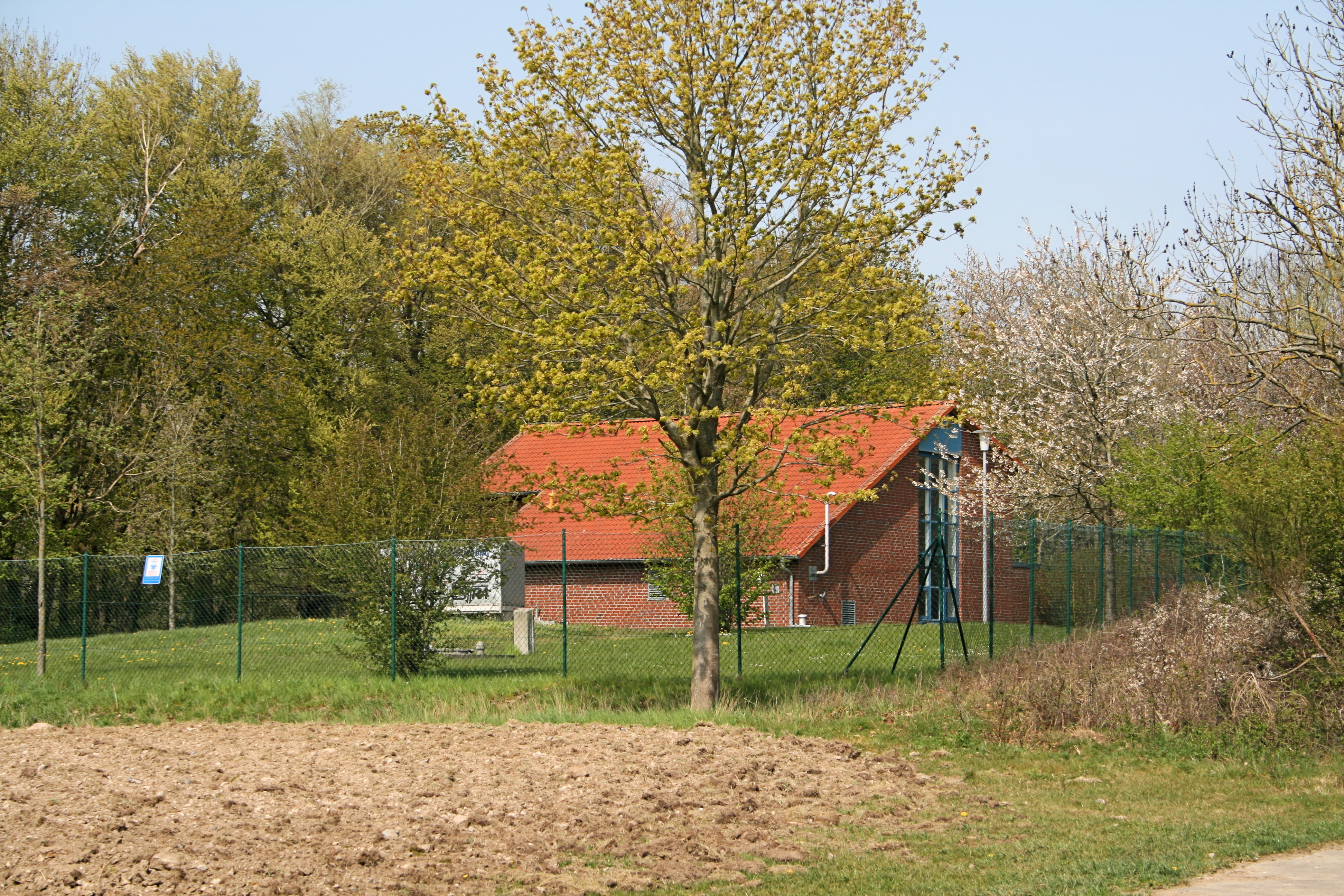
Wasserwerk Quoltitz

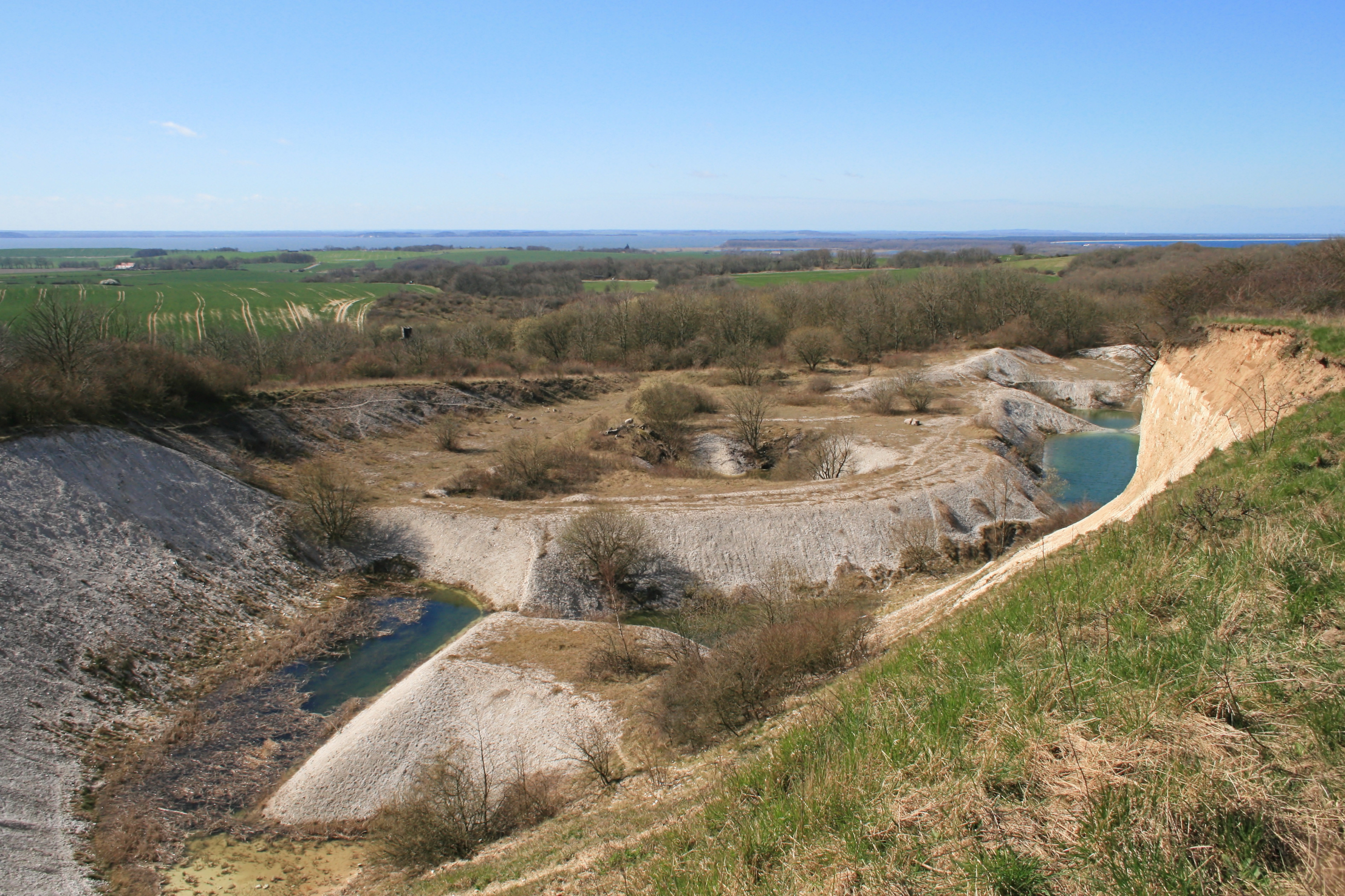
Einer der aufgelassenen Quoltitzer Kreidebrüche im Nationalpark Jasmund

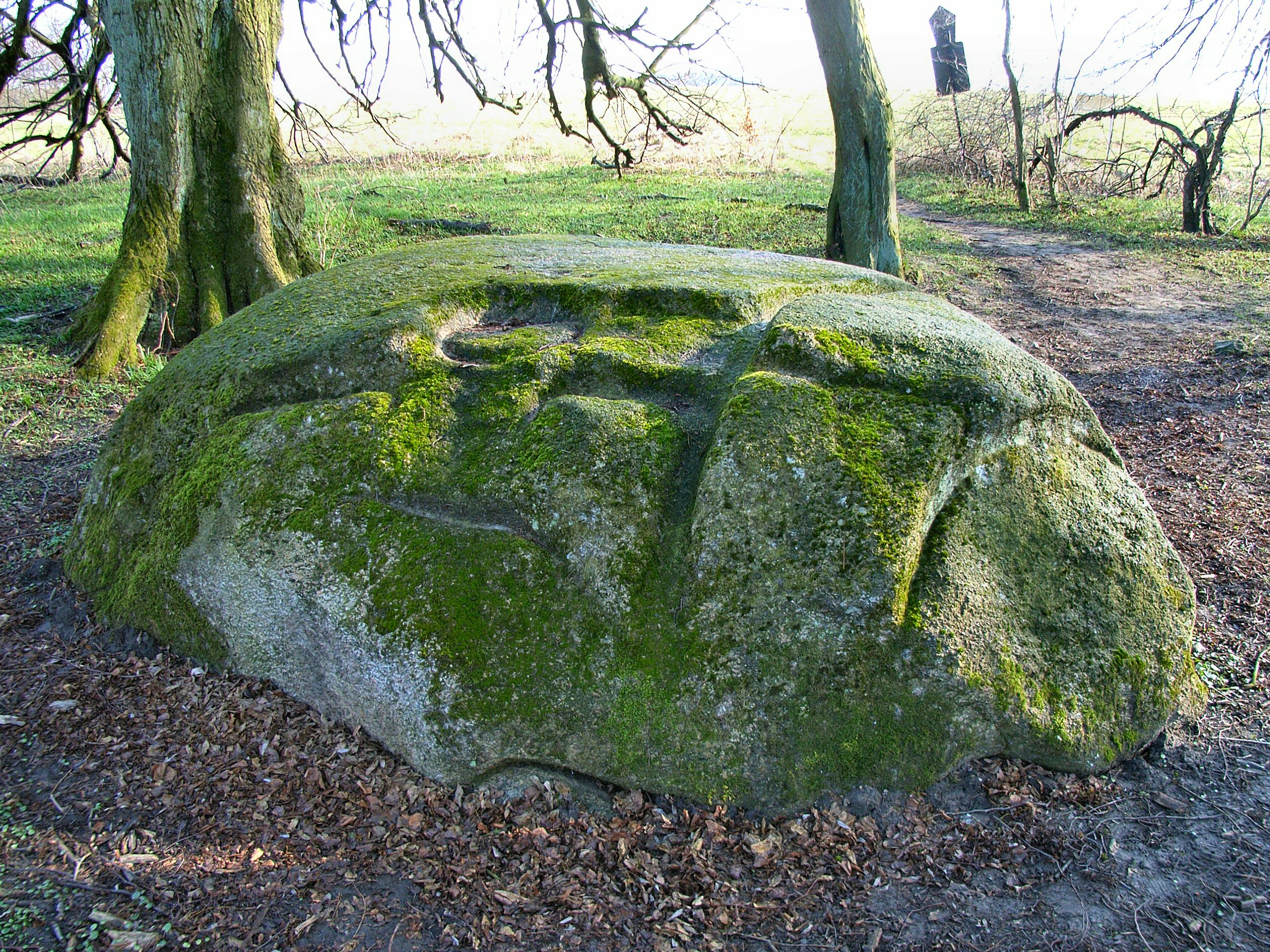
Der Opferstein von Quoltitz

Quoltitz ist der Name einer Wüstung auf der Insel Rügen am westlichen Rand des heutigen Nationalparks Jasmund im Gemeindegebiet von Sagard, gelegen auf halbem Weg zwischen Gummanz und Nardevitz; westwärts führte ein Weg nach Bobbin. Das Wasserwerk Quoltitz ist heute in der gesamten Gemarkung Quoltitz (einem Ortsteil der Gemeinde Sagard) das einzige feste Gebäude.

## Name
Der Name Quoltitz entstammt vermutlich – wie die meisten Ortsnamen auf Rügen – der polabischen Sprache aus der Zeit der slawischen Besiedlung (Ranen) und bezeichnete den damals hier ansässigen Familienverband der Kolata.

## Geschichte
1318 wird der Weiler als "Koldatitze" genannt. Im Jahre 1485 verkaufte der Stralsunder Ratsherr Bertram von Lübeck die Ansiedlung an das Kloster Marienkrone. 1532 gab es 6 Bauernhöfe mit insgesamt sechs Hufen Ackerbesitz. 1560 erwarb das Stralsunder Sankt Annen- und Brigittenkloster Quoltitz, am Ende des 16. Jahrhunderts erhielt die Stralsunder Bavemannsche Armenstiftung einen Teil des Besitzes. 1599 sind sieben Bauernhöfe mit je einer Hufe Ackerbesitz angegeben, 1695 lag einer der Höfe wüst.
Bis Ende des 18. Jahrhunderts sind die Bauernhöfe gelegt und es entstand aus dem Weiler ein Gutshof. Das Sankt Annen- und Brigittenkloster erhielt 1905 wieder den gesamten Besitz zurück. Anfang des 20. Jahrhunderts ist Carl Hochrath, dann Carl Sievert Pächter des etwa 1000 Morgen großen Klostergutes, anschließend Walter Sievert. 1930 musste dieser jedoch nach einer Missernte Konkurs anmelden.
Das Gut existierte bis in die 1950er Jahre und wurde dann im Zusammenhang mit der Schließung des Quoltitzer Kreidebruchs, in dem einige der Bewohner arbeiteten, aufgegeben. Der ehemalige Kreidebruch wurde schnell zu einem Pionierstandort für zum Teil seltene Pflanzen und Tiere. Er wurde deshalb 1986 zu einem 42 Hektar großen Naturschutzgebiet erklärt, das seit 1990 Bestandteil des Nationalparks Jasmund ist.

## Sehenswürdigkeiten
- Das Gutshaus, erbaut um 1800, war ein eingeschossiges, verputztes Traufenhaus mit über den Erdboden ragenden Feldsteinfundament und Eckquaderung. Die Innenwände bestanden aus Fachwerk mit Lehmstakenfüllung. Das Dach war ein Krüppelwalmdach mit Kronendeckung und mittlerer Schleppgaube. Das Gutshaus verfiel Ende der 1970er Jahre, etwas länger standen die Anfang des 20. Jahrhunderts gebauten Häuser der ehemaligen Angestellten. Die Gebäude wurden zur Baustoffgewinnung genutzt, heute finden sich in einem jungen Waldstück neben dem Wasserwerk Quoltitz nur noch die Gutsmauer, Fundamente der Wirtschaftsgebäude und an Stelle des Gutshauses finden sich eine kleine Bodenerhebung und Reste des Kellers.
- Das Quoltitzer Kreidewerk und der Kreidebruch wurden unabhängig von der Landwirtschaft verpachtet. Nachdem die Kreidegewinnung unrentabel und aufgegeben wurde, hat die Natur die Landschaft zurückerobert und die Spuren des Kreideabbaus und Reste der Anlagen überwuchert.
- Der Opferstein von Quoltitz – ein ca. 73 Tonnen schwerer Findling mit vielfältigen Spuren früher menschlicher Bearbeitung
- Turmhügel Quoltitz, gen. Turmhügel Roisin – ein heute eher unauffälliger bewaldeter flachen Hügel von 2 bis 3 Metern Höhe (⊙)